# 251
Portal Geschichte | Portal Biografien | Aktuelle Ereignisse | Jahreskalender | Tagesartikel

◄ |
2. Jahrhundert |
3. Jahrhundert
| 4. Jahrhundert | ►

◄ |
220er |
230er |
240er |
250er
| 260er | 270er | 280er | ►

◄◄ |
◄ |
247 |
248 |
249 |
250 |
251
| 252 | 253 | 254 | 255 | ► | ►►
Staatsoberhäupter  · Nekrolog
| Januar | Januar | Januar | Januar | Januar | Januar | Januar | Januar |
| Kw     | Mo     | Di     | Mi     | Do     | Fr     | Sa     | So     |
| 1      |        |        | 1      | 2      | 3      | 4      | 5      |
| 2      | 6      | 7      | 8      | 9      | 10     | 11     | 12     |
| 3      | 13     | 14     | 15     | 16     | 17     | 18     | 19     |
| 4      | 20     | 21     | 22     | 23     | 24     | 25     | 26     |
| 5      | 27     | 28     | 29     | 30     | 31     |        |        |
| ------ | ------ | ------ | ------ | ------ | ------ | ------ | ------ |

| Februar | Februar | Februar | Februar | Februar | Februar | Februar | Februar |
| Kw      | Mo      | Di      | Mi      | Do      | Fr      | Sa      | So      |
| 5       |         |         |         |         |         | 1       | 2       |
| 6       | 3       | 4       | 5       | 6       | 7       | 8       | 9       |
| 7       | 10      | 11      | 12      | 13      | 14      | 15      | 16      |
| 8       | 17      | 18      | 19      | 20      | 21      | 22      | 23      |
| 9       | 24      | 25      | 26      | 27      | 28      |         |         |
| ------- | ------- | ------- | ------- | ------- | ------- | ------- | ------- |

| März | März | März | März | März | März | März | März |
| Kw   | Mo   | Di   | Mi   | Do   | Fr   | Sa   | So   |
| 9    |      |      |      |      |      | 1    | 2    |
| 10   | 3    | 4    | 5    | 6    | 7    | 8    | 9    |
| 11   | 10   | 11   | 12   | 13   | 14   | 15   | 16   |
| 12   | 17   | 18   | 19   | 20   | 21   | 22   | 23   |
| 13   | 24   | 25   | 26   | 27   | 28   | 29   | 30   |
| 14   | 31   |      |      |      |      |      |      |
| ---- | ---- | ---- | ---- | ---- | ---- | ---- | ---- |

| April | April | April | April | April | April | April | April |
| Kw    | Mo    | Di    | Mi    | Do    | Fr    | Sa    | So    |
| 14    |       | 1     | 2     | 3     | 4     | 5     | 6     |
| 15    | 7     | 8     | 9     | 10    | 11    | 12    | 13    |
| 16    | 14    | 15    | 16    | 17    | 18    | 19    | 20    |
| 17    | 21    | 22    | 23    | 24    | 25    | 26    | 27    |
| 18    | 28    | 29    | 30    |       |       |       |       |
| ----- | ----- | ----- | ----- | ----- | ----- | ----- | ----- |

| Mai | Mai | Mai | Mai | Mai | Mai | Mai | Mai |
| Kw  | Mo  | Di  | Mi  | Do  | Fr  | Sa  | So  |
| 18  |     |     |     | 1   | 2   | 3   | 4   |
| 19  | 5   | 6   | 7   | 8   | 9   | 10  | 11  |
| 20  | 12  | 13  | 14  | 15  | 16  | 17  | 18  |
| 21  | 19  | 20  | 21  | 22  | 23  | 24  | 25  |
| 22  | 26  | 27  | 28  | 29  | 30  | 31  |     |
| --- | --- | --- | --- | --- | --- | --- | --- |

| Juni | Juni | Juni | Juni | Juni | Juni | Juni | Juni |
| Kw   | Mo   | Di   | Mi   | Do   | Fr   | Sa   | So   |
| 22   |      |      |      |      |      |      | 1    |
| 23   | 2    | 3    | 4    | 5    | 6    | 7    | 8    |
| 24   | 9    | 10   | 11   | 12   | 13   | 14   | 15   |
| 25   | 16   | 17   | 18   | 19   | 20   | 21   | 22   |
| 26   | 23   | 24   | 25   | 26   | 27   | 28   | 29   |
| 27   | 30   |      |      |      |      |      |      |
| ---- | ---- | ---- | ---- | ---- | ---- | ---- | ---- |

| Juli | Juli | Juli | Juli | Juli | Juli | Juli | Juli |
| Kw   | Mo   | Di   | Mi   | Do   | Fr   | Sa   | So   |
| 27   |      | 1    | 2    | 3    | 4    | 5    | 6    |
| 28   | 7    | 8    | 9    | 10   | 11   | 12   | 13   |
| 29   | 14   | 15   | 16   | 17   | 18   | 19   | 20   |
| 30   | 21   | 22   | 23   | 24   | 25   | 26   | 27   |
| 31   | 28   | 29   | 30   | 31   |      |      |      |
| ---- | ---- | ---- | ---- | ---- | ---- | ---- | ---- |

| August | August | August | August | August | August | August | August |
| Kw     | Mo     | Di     | Mi     | Do     | Fr     | Sa     | So     |
| 31     |        |        |        |        | 1      | 2      | 3      |
| 32     | 4      | 5      | 6      | 7      | 8      | 9      | 10     |
| 33     | 11     | 12     | 13     | 14     | 15     | 16     | 17     |
| 34     | 18     | 19     | 20     | 21     | 22     | 23     | 24     |
| 35     | 25     | 26     | 27     | 28     | 29     | 30     | 31     |
| ------ | ------ | ------ | ------ | ------ | ------ | ------ | ------ |

| September | September | September | September | September | September | September | September |
| Kw        | Mo        | Di        | Mi        | Do        | Fr        | Sa        | So        |
| 36        | 1         | 2         | 3         | 4         | 5         | 6         | 7         |
| 37        | 8         | 9         | 10        | 11        | 12        | 13        | 14        |
| 38        | 15        | 16        | 17        | 18        | 19        | 20        | 21        |
| 39        | 22        | 23        | 24        | 25        | 26        | 27        | 28        |
| 40        | 29        | 30        |           |           |           |           |           |
| --------- | --------- | --------- | --------- | --------- | --------- | --------- | --------- |

| Oktober | Oktober | Oktober | Oktober | Oktober | Oktober | Oktober | Oktober |
| Kw      | Mo      | Di      | Mi      | Do      | Fr      | Sa      | So      |
| 40      |         |         | 1       | 2       | 3       | 4       | 5       |
| 41      | 6       | 7       | 8       | 9       | 10      | 11      | 12      |
| 42      | 13      | 14      | 15      | 16      | 17      | 18      | 19      |
| 43      | 20      | 21      | 22      | 23      | 24      | 25      | 26      |
| 44      | 27      | 28      | 29      | 30      | 31      |         |         |
| ------- | ------- | ------- | ------- | ------- | ------- | ------- | ------- |

| November | November | November | November | November | November | November | November |
| Kw       | Mo       | Di       | Mi       | Do       | Fr       | Sa       | So       |
| 44       |          |          |          |          |          | 1        | 2        |
| 45       | 3        | 4        | 5        | 6        | 7        | 8        | 9        |
| 46       | 10       | 11       | 12       | 13       | 14       | 15       | 16       |
| 47       | 17       | 18       | 19       | 20       | 21       | 22       | 23       |
| 48       | 24       | 25       | 26       | 27       | 28       | 29       | 30       |
| -------- | -------- | -------- | -------- | -------- | -------- | -------- | -------- |

| Dezember | Dezember | Dezember | Dezember | Dezember | Dezember | Dezember | Dezember |
| Kw       | Mo       | Di       | Mi       | Do       | Fr       | Sa       | So       |
| 49       | 1        | 2        | 3        | 4        | 5        | 6        | 7        |
| 50       | 8        | 9        | 10       | 11       | 12       | 13       | 14       |
| 51       | 15       | 16       | 17       | 18       | 19       | 20       | 21       |
| 52       | 22       | 23       | 24       | 25       | 26       | 27       | 28       |
| 1        | 29       | 30       | 31       |          |          |          |          |
| -------- | -------- | -------- | -------- | -------- | -------- | -------- | -------- |

| Januar | Januar | Januar | Januar | Januar | Januar | Januar | Januar |
| Kw     | Mo     | Di     | Mi     | Do     | Fr     | Sa     | So     |
| 1      |        |        | 1      | 2      | 3      | 4      | 5      |
| 2      | 6      | 7      | 8      | 9      | 10     | 11     | 12     |
| 3      | 13     | 14     | 15     | 16     | 17     | 18     | 19     |
| 4      | 20     | 21     | 22     | 23     | 24     | 25     | 26     |
| 5      | 27     | 28     | 29     | 30     | 31     |        |        |
| ------ | ------ | ------ | ------ | ------ | ------ | ------ | ------ |

| Februar | Februar | Februar | Februar | Februar | Februar | Februar | Februar |
| Kw      | Mo      | Di      | Mi      | Do      | Fr      | Sa      | So      |
| 5       |         |         |         |         |         | 1       | 2       |
| 6       | 3       | 4       | 5       | 6       | 7       | 8       | 9       |
| 7       | 10      | 11      | 12      | 13      | 14      | 15      | 16      |
| 8       | 17      | 18      | 19      | 20      | 21      | 22      | 23      |
| 9       | 24      | 25      | 26      | 27      | 28      |         |         |
| ------- | ------- | ------- | ------- | ------- | ------- | ------- | ------- |

| März | März | März | März | März | März | März | März |
| Kw   | Mo   | Di   | Mi   | Do   | Fr   | Sa   | So   |
| 9    |      |      |      |      |      | 1    | 2    |
| 10   | 3    | 4    | 5    | 6    | 7    | 8    | 9    |
| 11   | 10   | 11   | 12   | 13   | 14   | 15   | 16   |
| 12   | 17   | 18   | 19   | 20   | 21   | 22   | 23   |
| 13   | 24   | 25   | 26   | 27   | 28   | 29   | 30   |
| 14   | 31   |      |      |      |      |      |      |
| ---- | ---- | ---- | ---- | ---- | ---- | ---- | ---- |

| April | April | April | April | April | April | April | April |
| Kw    | Mo    | Di    | Mi    | Do    | Fr    | Sa    | So    |
| 14    |       | 1     | 2     | 3     | 4     | 5     | 6     |
| 15    | 7     | 8     | 9     | 10    | 11    | 12    | 13    |
| 16    | 14    | 15    | 16    | 17    | 18    | 19    | 20    |
| 17    | 21    | 22    | 23    | 24    | 25    | 26    | 27    |
| 18    | 28    | 29    | 30    |       |       |       |       |
| ----- | ----- | ----- | ----- | ----- | ----- | ----- | ----- |

| Mai | Mai | Mai | Mai | Mai | Mai | Mai | Mai |
| Kw  | Mo  | Di  | Mi  | Do  | Fr  | Sa  | So  |
| 18  |     |     |     | 1   | 2   | 3   | 4   |
| 19  | 5   | 6   | 7   | 8   | 9   | 10  | 11  |
| 20  | 12  | 13  | 14  | 15  | 16  | 17  | 18  |
| 21  | 19  | 20  | 21  | 22  | 23  | 24  | 25  |
| 22  | 26  | 27  | 28  | 29  | 30  | 31  |     |
| --- | --- | --- | --- | --- | --- | --- | --- |

| Juni | Juni | Juni | Juni | Juni | Juni | Juni | Juni |
| Kw   | Mo   | Di   | Mi   | Do   | Fr   | Sa   | So   |
| 22   |      |      |      |      |      |      | 1    |
| 23   | 2    | 3    | 4    | 5    | 6    | 7    | 8    |
| 24   | 9    | 10   | 11   | 12   | 13   | 14   | 15   |
| 25   | 16   | 17   | 18   | 19   | 20   | 21   | 22   |
| 26   | 23   | 24   | 25   | 26   | 27   | 28   | 29   |
| 27   | 30   |      |      |      |      |      |      |
| ---- | ---- | ---- | ---- | ---- | ---- | ---- | ---- |

| Juli | Juli | Juli | Juli | Juli | Juli | Juli | Juli |
| Kw   | Mo   | Di   | Mi   | Do   | Fr   | Sa   | So   |
| 27   |      | 1    | 2    | 3    | 4    | 5    | 6    |
| 28   | 7    | 8    | 9    | 10   | 11   | 12   | 13   |
| 29   | 14   | 15   | 16   | 17   | 18   | 19   | 20   |
| 30   | 21   | 22   | 23   | 24   | 25   | 26   | 27   |
| 31   | 28   | 29   | 30   | 31   |      |      |      |
| ---- | ---- | ---- | ---- | ---- | ---- | ---- | ---- |

| August | August | August | August | August | August | August | August |
| Kw     | Mo     | Di     | Mi     | Do     | Fr     | Sa     | So     |
| 31     |        |        |        |        | 1      | 2      | 3      |
| 32     | 4      | 5      | 6      | 7      | 8      | 9      | 10     |
| 33     | 11     | 12     | 13     | 14     | 15     | 16     | 17     |
| 34     | 18     | 19     | 20     | 21     | 22     | 23     | 24     |
| 35     | 25     | 26     | 27     | 28     | 29     | 30     | 31     |
| ------ | ------ | ------ | ------ | ------ | ------ | ------ | ------ |

| September | September | September | September | September | September | September | September |
| Kw        | Mo        | Di        | Mi        | Do        | Fr        | Sa        | So        |
| 36        | 1         | 2         | 3         | 4         | 5         | 6         | 7         |
| 37        | 8         | 9         | 10        | 11        | 12        | 13        | 14        |
| 38        | 15        | 16        | 17        | 18        | 19        | 20        | 21        |
| 39        | 22        | 23        | 24        | 25        | 26        | 27        | 28        |
| 40        | 29        | 30        |           |           |           |           |           |
| --------- | --------- | --------- | --------- | --------- | --------- | --------- | --------- |

| Oktober | Oktober | Oktober | Oktober | Oktober | Oktober | Oktober | Oktober |
| Kw      | Mo      | Di      | Mi      | Do      | Fr      | Sa      | So      |
| 40      |         |         | 1       | 2       | 3       | 4       | 5       |
| 41      | 6       | 7       | 8       | 9       | 10      | 11      | 12      |
| 42      | 13      | 14      | 15      | 16      | 17      | 18      | 19      |
| 43      | 20      | 21      | 22      | 23      | 24      | 25      | 26      |
| 44      | 27      | 28      | 29      | 30      | 31      |         |         |
| ------- | ------- | ------- | ------- | ------- | ------- | ------- | ------- |

| November | November | November | November | November | November | November | November |
| Kw       | Mo       | Di       | Mi       | Do       | Fr       | Sa       | So       |
| 44       |          |          |          |          |          | 1        | 2        |
| 45       | 3        | 4        | 5        | 6        | 7        | 8        | 9        |
| 46       | 10       | 11       | 12       | 13       | 14       | 15       | 16       |
| 47       | 17       | 18       | 19       | 20       | 21       | 22       | 23       |
| 48       | 24       | 25       | 26       | 27       | 28       | 29       | 30       |
| -------- | -------- | -------- | -------- | -------- | -------- | -------- | -------- |

| Dezember | Dezember | Dezember | Dezember | Dezember | Dezember | Dezember | Dezember |
| Kw       | Mo       | Di       | Mi       | Do       | Fr       | Sa       | So       |
| 49       | 1        | 2        | 3        | 4        | 5        | 6        | 7        |
| 50       | 8        | 9        | 10       | 11       | 12       | 13       | 14       |
| 51       | 15       | 16       | 17       | 18       | 19       | 20       | 21       |
| 52       | 22       | 23       | 24       | 25       | 26       | 27       | 28       |
| 1        | 29       | 30       | 31       |          |          |          |          |
| -------- | -------- | -------- | -------- | -------- | -------- | -------- | -------- |

## Ereignisse

### Politik und Weltgeschehen

#### Römisches Reich
- Der römische Kaiser Decius gibt das Amt des Censors an Valerian. Der Censor hat unter anderem die Aufgabe, die Bürger des Römischen Reichs in verschiedene Wählerklassen und Tribus einzuordnen. Außerdem ernennt Decius seinen älteren Sohn Herennius Etruscus zum Augustus und somit zum ihm gleichgestellten Mitregenten.

Züge der „skytischen“ Allianz der Goten 250–251

- Frühjahr: Goten, Gepiden und Karpen überqueren erstmals in großer Zahl die Donau und plündern römische Städte in der römischen Provinz Dacia (Dakien), anschließend auch in Moesia (Mösien), Thracia (Thrakien) und Illyricum (Illyrien). Es beginnt der so genannte „Gotensturm“. Als die Karpen die Stadt Nikopolis belagern, werden sie von der römischen Armee unter Decius und Herennius Etruscus überrascht und vertrieben. Die weitgehend unverteidigte Provinz Moesia inferior (Niedermösien) wird währenddessen Ziel der gotischen Krieger unter König Kniva. Die Römer können nicht verhindern, dass Philippopolis in die Hand der Goten fällt.
- Priscus, dem die östlichen Provinzen unterstehen, verbündet sich mit den Goten und ruft sich in Naissus zum Gegenkaiser aus. Vom Senat zum Staatsfeind (hostis) erklärt, wird Priscus bald darauf erschlagen und verfällt der damnatio memoriae.
- Juni: Die Goten, geschwächt durch die Belagerung von Philippopolis, bieten Decius an, ihm für freies Geleit aus dem Reich ihre gesamte Beute und ihre Gefangenen zu überlassen. In Anbetracht seiner gestärkten militärischen Lage verweigert Decius Verhandlungen mit den Goten. Knivas Truppen verlassen Philippopolis und versuchen, die römischen Grenzen zu erreichen.
Außerhalb von Philippopolis treffen Römer und Goten aufeinander. Kaiser Herennius Etruscus wird von einem Pfeil tödlich getroffen. Die Goten können mitsamt ihrer Beute entkommen.
- Juni: Anstatt sich neu zu formieren, verfolgt Herennius’ Vater, Kaiser Decius, die Goten und versucht ihnen den Weg zur römischen Grenze abzuschneiden. Bei Abrittus (heute Razgrad, Bulgarien) kommt es erneut zum Kampf. In der Schlacht von Abrittus gelingt es König Kniva, die Römer ins Sumpfland abzudrängen. Er teilt seine 70.000 Krieger in mehrere kleinere Gruppen auf und kann so die römische Legion umzingeln. Der Kampf wird für die Römer zur bedeutenden Niederlage: Auch Decius kommt durch die Goten ums Leben. Er und sein Sohn Herennius Etruscus sind die ersten römischen Kaiser, die im Kampf gegen eine fremde Armee sterben.
- Als der Tod der Kaiser bekannt wird, wird Decius’ 16-jähriger Sohn Hostilian Kaiser. In Moesia aber erheben die Truppen nach Decius’ Tod ihren Heerführer, den Statthalter von Moesia superior (Obermösien), Trebonianus Gallus zum Gegenkaiser. Um weitere Kämpfe zu vermeiden, wird Hostilian von Gallus adoptiert. Nominell sind beide als Kaiser gleichgestellt, de facto hat Hostilian wegen seines jungen Alters noch wenig Einfluss auf das Geschehen im Reich.
- Trebonianus Gallus handelt in Moesien mit Kniva einen Friedensvertrag aus: Die Goten dürfen mit ihrer Beute in ihre Heimat zurückkehren. Sie geloben die Respektierung der Grenzen des Römischen Reichs und erhalten dafür jährliche Tributzahlungen. Der Vertrag gilt als eine der schwersten Niederlagen der Römer.
- November: Kaiser Hostilian erkrankt in Viminatium an der seit dem Vorjahr im Reich wütenden Cyprianischen Pest und stirbt binnen kurzer Zeit. Sein Leichnam wird vor Ort verbrannt und in einem eigenen Mausoleum bestattet. Hostilian ist der erste römische Kaiser seit 40 Jahren, der eines natürlichen Todes stirbt.
- In Rom ernennt Kaiser Trebonianus Gallus seinen Sohn Volusianus zum Mitherrscher.
- 250/251: Während Decius nicht in Rom ist, ernennt sich der Senator Licinianus zum Gegenkaiser. Er hat dabei möglicherweise die Rückendeckung des römischen Senats und eines Teils der Bevölkerung, wird aber binnen weniger Tage getötet.

#### Kaiserreich China
- Zeit der Drei Reiche: Kriegsherr Wang Ling plant den Sturz des Wei-Regenten Sima Yi, um seinen eigenen Sohn Cao Biao das Amt übernehmen zu lassen. Sima Yi erfährt von der Verschwörung und kann sie vereiteln.
- Die Kaiserin der Wei-Dynastie Zhen stirbt in Luoyang. Sie wird unter dem postumen Namen sanfte, aber früh verstorbene Kaiserin mit kaiserlichen Ehren bestattet.
- Der Wei-Regent Sima Yi stirbt. Sein Sohn Sima Shi übernimmt sein Amt.
- Der Kaiser der Wu-Dynastie Sun Quan ernennt in Nanjing Pan, die Mutter seines Kronprinzen, zur Kaiserin.

### Religion
- März: Während einer Unterbrechung der Christenverfolgung wird Cornelius zum Bischof von Rom gewählt. Dieser will die während der Verfolgung aus der Gemeinde ausgetretenen Christen (lapsi) wiederaufnehmen. Novatian empört sich darüber, da nicht die Kirche, sondern nur Gott die Macht zur Vergebung habe.
- Mai: Die Synode von Karthago behandelt das Thema der Lapsi.
- Juli: Der römische Senat beschließt, dass Herennius Etruscus und Decius in den Götterhimmel aufgenommen werden.
- Herbst: Novatian wird auf einer kirchlichen Synode in Rom exkommuniziert. Er gründet daraufhin die kirchliche Gemeinschaft der Novatianer.

### Katastrophen
- Die Cyprianische Pest fordert weiterhin Tausende Todesopfer im Römischen Reich.

## Geboren
- um 251: Antonius der Große, Mönchsvater in Ägypten († 356)

## Gestorben

### Todesdatum gesichert
- 7. September: Sima Yi, General, Militärstratege, Politiker und Regent des Kaiserreiches Wei in China zur Zeit der Drei Reiche (* 179)

### Genaues Todesdatum unbekannt

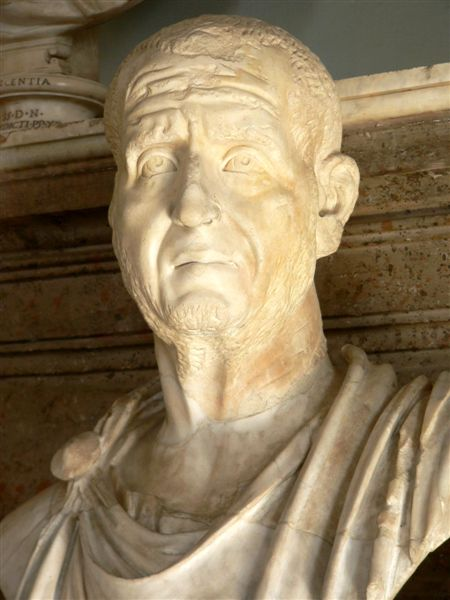
Büste des Decius

- Juni: Decius, römischer Kaiser (* 190 od. 200/201)
- Juni: Herennius Etruscus, römischer Kaiser (* um 227)
- November: Hostilian, römischer Kaiser (* um 235)
- Ambrosius von Alexandria, christlicher Mäzen und Heiliger
- Zhen, chinesische Kaiserin

### Gestorben um 251
- 250/251: Iulius Valens Licinianus, römischer Gegenkaiser
- 250/251: Priscus, römischer Gegenkaiser
- Herennia Cupressenia Etruscilla, Gattin von Kaiser Decius